# Neutron (ракета-носій)
Neutron — двоступенева ракета-носій середнього класу, що розробляється новозеландською компанією Rocket Lab.

## Призначення
Проект створення ракети оголошений 1 березня 2021 року. Носій розробляється таким чином, щоб забезпечити вантажопідйомність близько 8000 кг на низькій орбіті Землі, і буде зосереджений на зростаючому ринку доставки груп супутників.
Передбачається, що ракета зможе доставляти до 2 тонн вантажу на Місяць і 1,5 тонни — до Марса і Венери.
Очікується, що ракета матиме висоту 40 м із обтічником діаметром 4,5 м. Rocket Lab заявили, що мають на меті зробити перший ступінь ракети багаторазовим, а посадки заплановані на плавучу посадкову платформу в Атлантичному океані.
Компанія має намір розробити проект таким чином, щоб в кінцевому підсумку отримати можливість забезпечити космічний політ пілотованого космічного корабля.
Запуск Neutron передбачається здійснити із Середньоатлантичного регіонального космодрому (MARS) на східному узбережжі Вірджинії шляхом модифікації їхньої існуючої інфраструктури стартових майданчиків на Стартовому комплексі 2. Компанія оцінює різні місця по всій території Сполучених Штатів щоб побудувати завод для виробництва нової ракети.
Станом на березень 2021 року компанія планує виконати перший запуск не раніше 2024 року.